# Kaligula
Kaligula, oficjalna tytulatura cesarska Gaius Iulius Caesar Augustus Germanicus (ur. 31 sierpnia 12, zm. 24 stycznia 41) – cesarz rzymski od 18 marca 37 do swojej śmierci.

## Życiorys

### Dzieciństwo i młodość
Urodził się w Ancjum (dziś Anzio) w pobliżu Rzymu. Jego ojciec, Germanik zaraz po narodzinach syna znalazł się wraz ze swoją rodziną nad Renem, gdzie dowodził tamtejszą armią jako dowódca uwielbiany przez żołnierzy. Rodzice często pokazywali syna w stroju żołnierskim, wkładając mu buty (sandały) zwane caligae, stąd też chłopiec otrzymał przydomek Caligula („bucik”) i był traktowany jako maskotka rzymskiej armii.
W 17 roku naszej ery cała rodzina przeniosła się na Wschód, zaś dwa lata później umarł jego ojciec Germanik, więc osierocony Gajusz zamieszkał z matką i pięciorgiem rodzeństwa w Rzymie. Był tam świadkiem prześladowań, jakie spadły na jego najbliższych: jego matkę w 29 roku zesłano na wyspę Pandaterię, gdzie umarła w 33 roku, starszy brat Neron został uwięziony na Pontii, gdzie popełnił samobójstwo, zaś średni brat Druzus, przetrzymywany na Palatynie, został zagłodzony na śmierć, a samego Gajusza pozostawiono tylko dzięki temu, że uważano go za jeszcze niegroźne dziecko. 
Po zesłaniu matki, Gajuszem zaopiekowała się prababka Liwia, która zmarła w 29 roku, a wtedy chłopiec zamieszkał u swej babki Antonii, którą szanował nawet podejrzliwy Tyberiusz. Z najbliższej rodziny pozostały mu tylko siostry: Agrypina Młodsza, Julia Druzylla i Julia Liwilla, które darzył tak wielkim uczuciem, że pojawiły się plotki o ich kazirodczych związkach.

### Dojście do władzy
W 31 roku Gajusz znalazł się na wyspie Capri, gdzie na stałe osiadł Tyberiusz, gdyż cesarz zapragnął mieć swych dwóch następców tronu blisko siebie. Byli to jego wnuk Tyberiusz Gemellus oraz Gajusz. Stale otaczano ich, a szczególnie Gajusza, donosicielami podsłuchującymi każde słowo. W 33 roku Tyberiusz przyznał Kaliguli honorowy kwestoriat. W 33 roku Kaligula poślubił Junię Klaudyllę, która zmarła podczas porodu razem z dzieckiem w 37 roku. Kaligula wszedł w porozumienie z prefektem pretorianów Makronem. Gajusz pragnął zostać cesarzem, a Makron zachować stanowisko u boku nowego cesarza. Gwarancją porozumienia była żona Makrona – Ennia, która za wiedzą męża była kochanką Gajusza (żonatego wówczas z Junią). 16 marca 37 roku cesarz Tyberiusz zasłabł i zmarł. Po mieście krążyły wszakże plotki, że do jego śmierci przyczynili się Kaligula z Makronem. Zmarły w testamencie zalecił, by Gajusz i Tyberiusz Gemellus panowali razem. Jednak jego wola nie spełniła się. Za sprawą Makrona Senat unieważnił jego wolę i ustanowił Gajusza cesarzem.

### Jako cesarz
Kaligula kazał umorzyć wszystkie procesy polityczne, odwołał osoby zesłane z przyczyn politycznych, spalił publicznie akta procesu matki i braci oraz rozkazał opublikować dzieła dawnych historyków opozycyjnych. Wprowadził ulgi podatkowe, ponowił publikowanie rachunków państwowych. Pojechał na Pandaterię i Pontię po prochy matki Agrypiny i brata Nerona, aby złożyć je w mauzoleum cesarskim. Swoim siostrom i babce Antonii przyznał specjalne przywileje.
w listopadzie 37 roku Kaligula zapadł na chorobę, prawdopodobnie mózgu. Gdy Kaligula powrócił do zdrowia, był już innym człowiekiem. Na początku wysłał żołnierzy z rozkazem zgładzenia Tyberiusza Gemmellusa, który mógł się upomnieć o ojcowiznę. Zmusił również do samobójstwa Marka Juniusza Silanusa (konsula zastępczego w 15 n.e.), ojca swojej pierwszej żony Junii.

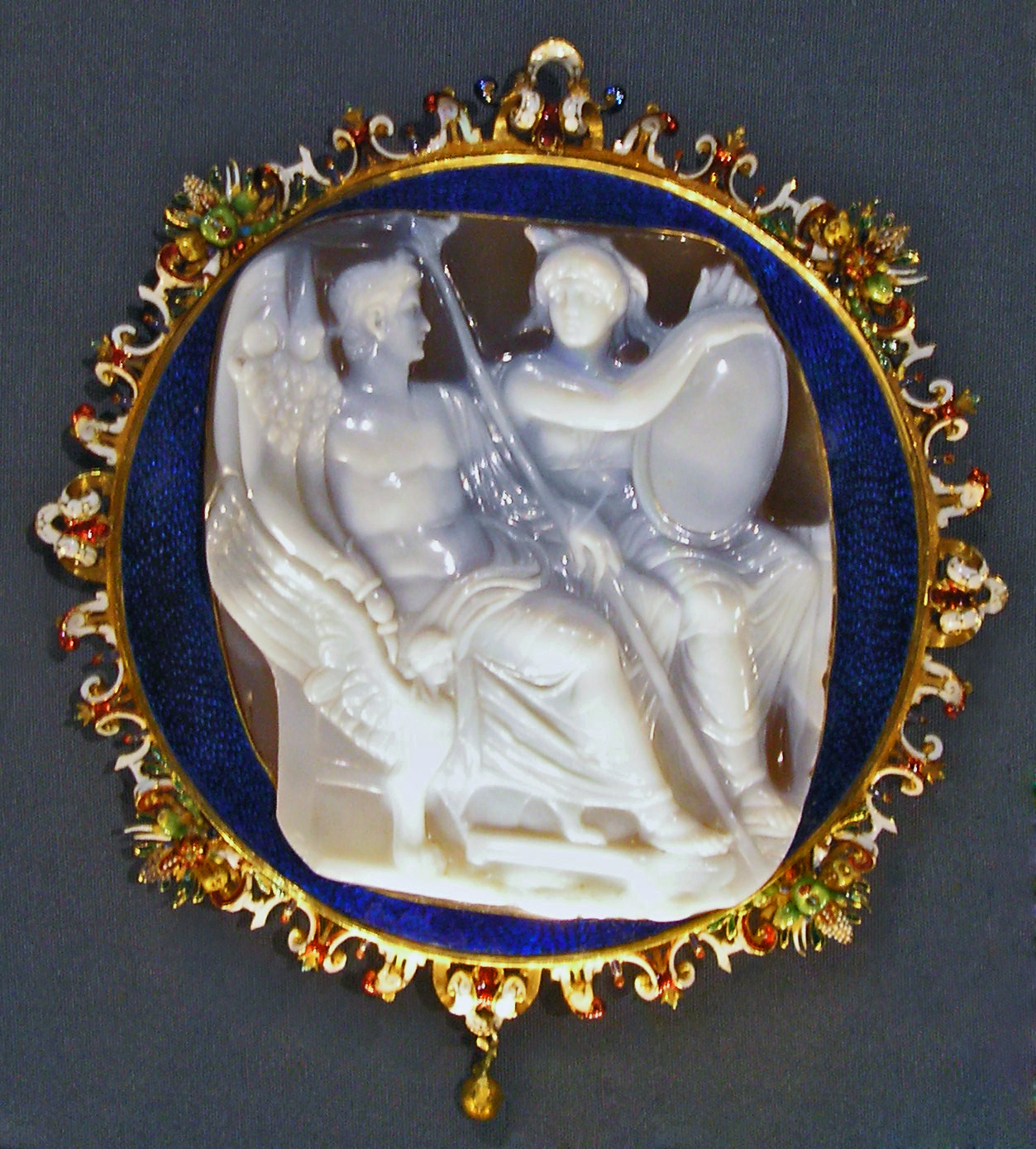
Cesarz Kaligula i Roma (rzymska kamea z sardonyksu, I w. n.e.)

Pod koniec 37 roku, będąc świadkiem ślubu Pizona i Orestylli, upodobał sobie pannę młodą i zabrał ją podczas ceremonii jako swoją żonę. Równie nagle ją porzucił. Kaligula był powszechnie oskarżany o rozwiązłość – m.in. Swetoniusz podaje, że odbywał kazirodcze stosunki seksualne ze wszystkimi swoimi siostrami (także na ucztach publicznych).
Posiadał skłonności homoseksualne. Utrzymywał stosunki miłosne m.in. z aktorem pantomimy Mnesterem, oraz młodzieńcem pochodzącym z rodziny konsularnej, Waleriuszem Katullusem.
W 38 roku odbyły się igrzyska, w trakcie których zmarła siostra cesarza, Druzylla. Ogłoszono wtedy wielką żałobę publiczną. Kilka miesięcy po pogrzebie ożenił się z Lollią Pauliną, dotychczasową żoną Memmiusza Regulusa. W 38 r. ze światem pożegnał się m.in. Makron, który popełnił samobójstwo. W 39 roku znacznie pogorszyły się finanse państwa, ponieważ Kaligula lekkomyślnie roztrwonił pieniądze pozostawione przez gospodarnego Tyberiusza. Aby naprawić ten stan rzeczy, cesarz rozpoczął szeroko zakrojoną akcję konfiskat majątków. Gdy w połowie września Gajusz przygotował wielką wyprawę przeciw Germanom, odkryto spisek mający na celu zgładzenie cesarza. Jego senatorscy przywódcy (dowódca armii Getulik oraz Marek Emiliusz Lepidus, były mąż Druzylli) ponieśli śmierć, a zamieszane w spisek siostry cesarza, Agrypina Młodsza i Julia Młodsza, zostały wygnane na wyspy.
Kaligula rozstał się ze swoją żoną Lollią i ożenił się z Cezonią. 30 dni po ślubie urodziła mu córeczkę, którą cesarz uznał za swoją. Dzięki fali procesów politycznych i konfiskat majątkowych władca miał środki na wszystkie swoje zachcianki i zabawy dworu. Zasłynął z szalonych pomysłów, które realizował nie licząc się z kosztami, możliwościami technicznymi i opinią publiczną. Kazał usypywać góry na równinach, i odwrotnie: wyrównywać wzniesienia i stoki górskie. Budował tamy w miejscach, w których morze było – jego zdaniem – zbyt burzliwe. Kazał m.in. wybudować długi, drewniany pomost od Palatynu poprzez Forum aż do Kapitolu tylko po to, by móc szybko dostać się do świątyni Jowisza kapitolińskiego (za którego przedstawiciela na ziemi się uważał).
W połowie września 39 r. cesarz udał się do Germanii, którą postanowił przyłączyć do Imperium. Samo przejście na drugą stronę Renu uznał za olśniewające zwycięstwo i rozpoczął drogę powrotną do Rzymu. Dalsze działania wojenne w imieniu cesarza prowadził Galba. W 40 r. podstępnie zagarnął Mauretanię, której władca musiał popełnić samobójstwo. Wiosną 40 roku Kaligula poprowadził legiony ku północnym wybrzeżom Galii, udając, że przygotowuje wyprawę przeciwko Brytom, a ponieważ w obozie zjawił się zbiegły z wyspy książę, ową mistyfikację uznano za wielkie zwycięstwo. Zaraz potem pełen chwały Kaligula wrócił do Rzymu i odbył wjazd owacyjny.
Dalsze rządy cesarza polegały na ciągłym ucztowaniu i organizacji igrzysk dla ludu. Tyberiusz, cesarski stryjeczny dziadek Kaliguli, miał się ponoć kiedyś wyrazić, że „Kaligula tak się nadaje na cesarza, jak konie z jego wozu do jazdy po zatoce Baiae”. Wówczas Kaligula kazał zatopić w Zatoce Neapolitańskiej, na linii z Baiae do Puteoli, w dwóch szeregach obok siebie, 2 tysiące statków handlowych skonfiskowanych właścicielom, a na nich wybudować drogę – tylko po to, by móc się przejechać konno tam i z powrotem po tym najdłuższym na świecie moście. Ubytek tak wielkiej liczby statków transportowych drastycznie ograniczył import zboża z krajów zamorskich, co sprowadziło głód na mieszkańców Rzymu. 24 stycznia 41 r. spiskowcy, wśród których byli Kasjusz Cherea i Korneliusz Sabinus, zamordowali cesarza podczas przejścia z teatru do pałacu cesarskiego, łącznie zadając mu około 30 ran. Zabito również jego żonę Cezonię wraz z córką. Kaligula został pochowany w Mauzoleum Augusta.

## Wywód przodków
| 4. Druzus Starszy  |  |                     |  |  |             |
|                    |  | 2. Germanik         |  |  |             |
| 5. Antonia Młodsza |  |                     |  |  |             |
|                    |  |                     |  |  | 1. Kaligula |
| 6. Marek Agrypa    |  |                     |  |  |             |
|                    |  | 3. Agrypina Starsza |  |  |             |
| 7. Julia Starsza   |  |                     |  |  |             |
|                    |  |                     |  |  |             |

## Żony i dzieci
- Junia Klaudilla (Iunia Claudilla) od 33 r. n.e.
- Liwia Orestylla (Livia Orestilla) w 37 r.; rozw. po dwóch miesiącach
- Lollia Paulina (Lollia Paulina) od września 38 r.
- Cezonia (Milonia Caesonia)
  - Julia Druzylla